# 1141 км (платформа)
Платформа 1141 км — пасажирський залізничний зупинний пункт Запорізької дирекції Придніпровської залізниці на електрифікованій лінії Запоріжжя — Федорівка між зупинними пунктами 1138 км (3 км) та Дачна (3 км). Розташований біля села Кам'янське Василівського району Запорізької області, на узбережжі Каховського водосховища.

## Пасажирське сполучення
До повномасштабного російського вторгнення в Україну на зупинному пункті Платформа 1141 км зупинялися приміські електропоїзди Мелітопольського напрямку. Рух поїздів тимчасово припинено до повної деокупації захоплених територій російськими загарбниками.